# پاپوآ ایندونزیا ایر سیستم
پاپوآ ایندونزیا ایر سیستم (به انگلیسی: Papua Indonesia Air System) یک شرکت هواپیمایی  است که در تاریخ ۲۰۰۳ میلادی تأسیس شده و در تاریخ ۱ فوریه ۲۰۰۳ فعالیتش را آغاز کرده‌است. این شرکت هواپیمایی به جایاپورا و فرودگاه وامنا، پرواز مستقیم انجام می‌دهد.